# Nazionale maschile under 19 di football americano del Kuwait
La nazionale di football americano Under-19 del Kuwait è la selezione maschile di football americano della KGFF, che rappresenta il Kuwait nelle varie competizioni ufficiali o amichevoli riservate a squadre nazionali Under-19.

## Risultati
Legenda: Grassetto: Risultato migliore, Corsivo: Mancate partecipazioni

## Dettaglio stagioni

### Tornei

#### Campionato mondiale

##### Fase finale
| Stagione | regular season | regular season | regular season | regular season | regular season | regular season | playoff | playoff | playoff | playoff | playoff | playoff      | playoff    |
|          | Vin            | Par            | Per            | Tot            | PF             | PS             | Vin     | Per     | Tot     | PF      | PS      | risultato    | avversaria |
| -------- | -------------- | -------------- | -------------- | -------------- | -------------- | -------------- | ------- | ------- | ------- | ------- | ------- | ------------ | ---------- |
| 2014     | 0              | 0              | 3              | 3              | 0              | 229            | 0       | 1       | 1       | 0       | 76      | Ottavo posto | Germania   |
| Totale   | 0              | 0              | 3              | 3              | 0              | 229            | 0       | 1       | 1       | 0       | 76      |              |            |

Fonte: idrottonline.se

### Riepilogo partite disputate
| Anno | Luogo             | Evento   | Fase del torneo      | Incontro          | Risultato |
| 2014 | Madinat al-Kuwait | Mondiale | Girone               | Canada - Kuwait   | 91 - 0    |
| 2014 | Madinat al-Kuwait | Mondiale | Girone               | Austria - Kuwait  | 64 - 0    |
| 2014 | Madinat al-Kuwait | Mondiale | Girone               | Kuwait - Francia  | 0 - 74    |
| 2014 | Madinat al-Kuwait | Mondiale | Finale 7º - 8º posto | Kuwait - Germania | 0 - 76    |

## Confronti con le altre Nazionali
Questi sono i saldi del Kuwait nei confronti delle Nazionali incontrate.

### Saldo negativo
| Nazionale | Giocate | Vinte | Pareggiate | Perse | PF | PS | Ultima vittoria | Ultimo pari | Ultima sconfitta |
| --------- | ------- | ----- | ---------- | ----- | -- | -- | --------------- | ----------- | ---------------- |
| Austria   | 1       | 0     | 0          | 1     | 0  | 64 | -               | -           | 2014             |
| Francia   | 1       | 0     | 0          | 1     | 0  | 74 | -               | -           | 2014             |
| Germania  | 1       | 0     | 0          | 1     | 0  | 76 | -               | -           | 2014             |
| Canada    | 1       | 0     | 0          | 1     | 0  | 91 | -               | -           | 2014             |